# ۱۷۶ (میلادی)
۱۷۶ (میلادی) صد و هفتاد و ششمین سال تقویم میلادی است.

## درگذشتگان
‎